# Coonana
Coonana is een verlaten plaats in de regio Goldfields-Esperance in West-Australië. Coonana maakt deel uit van het lokale bestuursgebied (LGA) City of Kalgoorlie-Boulder.

## Geschiedenis
Ten tijde van de Europese kolonisatie leefden de Tjeraridjal-Aborigines in de streek.
In de jaren 1950 werd het Spinifexvolk uit de Grote Victoriawoestijn, vanwege door het Verenigd Koninkrijk en Australië uitgevoerde kernproeven, naar Cundeelee gedeporteerd. Door problemen met de watervoorziening in Cundeelee diende het volk in de jaren 1980 naar Coonana te verhuizen.

### 21e eeuw
In 2006 woonden er nog 76 inwoners in deze plaats; in 2016 was hij verlaten.
De sinds de jaren 1980 in Coonana gevestigde Aboriginesgemeenschap verliet Coonana in het begin van de 21e eeuw. Volgens de geestelijke Geoffrey Stokes had de overheid daar de hand in. Ze stopte de subsidiëring waardoor de winkel en medische faciliteiten sloten en water en elektriciteit werden afgesloten. Voormalig minister van huisvesting en mijnen Bill Marmion reageerde dat het niet klopt dat de overheid het plaatsje liet doodbloeden omdat ze hoopte er mijnactiviteiten te ontwikkelen. Volgens Victor Willis, een voormalig inwoner, ontstonden sociale problemen nadat het witte personeel er vertrok. De inwoners trokken naar Kalgoorlie of naar de Aboriginesgemeenschap van Tjuntjuntjara.

## Ligging
Coonana ligt 775 kilometer ten oostnoordoosten van de West-Australische hoofdstad Perth, 210 kilometer ten westen van Rawlinna en 180 kilometer ten oosten van het aan de Goldfields Highway gelegen Kalgoorlie, de hoofdplaats van het lokale bestuursgebied waarvan het deel uitmaakt.
De Trans-Australian Railway loopt langs Coonana. Er ligt een startbaan, de Coonana Airport (ICAO: YCNN).

## Klimaat
Coonana kent een warm woestijnklimaat, BWh volgens de klimaatclassificatie van Köppen.